# Техничка школа са домом ученика „Никола Тесла” Костолац
Техничка школа са домом ученика „Никола Тесла” у Костолцу почела је са радом 1946. године под називом „Стручна школа за ученике и индустрију и рударство”.

## Школа
Одлукама Министарства просвете, мењани су називи школе али је циљ остао исти. Паралелно са напредовањем индустрије, напредовала је и школа. Од првобитних просторија, школа је користила просторије Основне школе. Повећањем броја ученика и потребом привреде, школа се сели у нове просторије 26. новембра 1968. године. Нова радионица отворена је 1975. године. Име школе је промењено 1979. године у ОЦ „13. октобар” а од 22. марта 1990. године, носи име научника Николе Тесле. 

### Образовни профили
- Машинство и обрада метала
- Електротехника
- Рударство и геологија

## Дом за ученике
Дом за ученике почиње са радом 3. септембра 2009. године, као васпитно-образовна установа која се бави смештајем, исхраном, васпитањем и образовањем ученика који станују у Дому због удаљености места њиховог сталног пребивалишта од школе које похађају. Дом располаже са укупно 61 местом, у 15 соба (трокреветних и четворокреветних). 